# Pierre Levegh
Pierre Levegh (n. 22 decembrie 1905, Paris – d. 11 iunie 1955, Le Mans) a fost un pilot francez de Formula 1 care a evoluat în Campionatul Mondial între anii 1950 și 1951.
1. 1 2  Pierre Bouillin, Roglo
2. 1 2  Pierre Levegh, Find a Grave, accesat în 9 octombrie 2017
3. 1 2  Certificat de naștere